# FK Grbalj Radanovići
Der FK Grbalj Radanovići ist ein montenegrinischer Fußballverein aus Radanovići, einem Stadtteil von Kotor, der 1970 gegründet wurde. Er spielt in der Druga Crnogorska Liga, der zweithöchsten Spielklasse des Landes.

## Geschichte
Nach der Unabhängigkeit Montenegros war der FK Grbalj Radanovići Gründungsmitglied der Prva Crnogorska Liga. Durch den dritten Tabellenplatz in der Premierensaison 2006/07 war die Mannschaft für den UEFA Intertoto Cup 2007 qualifiziert. Dort schied FK Grbalj zwar bereits in der ersten Runde gegen den rumänischen Vertreter Gloria Bistrița aus, war jedoch die erste montenegrinische Fußballmannschaft, die seit der Unabhängigkeit des Landes am Europapokal teilnahm. Durch den vierten Platz in der Saison 2007/08 wurde erneut die Qualifikation für den Intertoto Cup erreicht. Im Wettbewerb 2008 konnte sich Grbalj in der ersten Runde überraschend gegen NK Čelik Zenica aus Bosnien und Herzegowina durchsetzen. In der zweiten Runde schied man dann gegen den türkischen Vertreter Sivasspor aus.
In den Spielzeiten 2008/09 und 2009/10 verpasste der FK Grbalj Radanovići als Vierter bzw. Fünfter der Prva Crnogorska Liga jeweils knapp den Einzug in einen internationalen Wettbewerb.
Nach 14 Jahren in der höchsten Spielklasse Montenegros stieg der Verein in der Saison 2019/20 als Tabellenletzter ab.

## Europapokalbilanz
| Saison | Wettbewerb         | Runde    | Gegner          | Gesamt    | Hin     | Rück    |
| ------ | ------------------ | -------- | --------------- | --------- | ------- | ------- |
| 2007   | UEFA Intertoto Cup | 1. Runde | Gloria Bistrița | 2:3       | 1:2 (A) | 1:1 (H) |
| 2008   | UEFA Intertoto Cup | 1. Runde | NK Čelik Zenica | (a)4:4(a) | 2:3 (A) | 2:1 (H) |
| 2008   | UEFA Intertoto Cup | 2. Runde | Sivasspor       | 2:3       | 2:2 (H) | 0:1 (A) |

Gesamtbilanz: 6 Spiele, 1 Sieg, 2 Unentschieden, 3 Niederlagen, 8:10 Tore (Tordifferenz −2)

## Spieler
- Luka Pejović (2006–2007)